# Debre Berhan
Debre Berhan (Amhaars: ደብረ ብርሃን, Däbrä Brhan) (vroeger Debra-Berhan of Bernam gespeld) is een stad en district (woreda) in centraal Ethiopië. De stad is de hoofdplaats van de Semien Shewa Zone (een deel van de regio Amhara) en ligt zo'n 120 kilometer ten noordoosten van Addis Abeba langs Ethiopian highway 2.
De stad heeft zo'n 160.000 inwoners en ligt op een hoogte van 2840 meter. Het is de hoogste stad van deze grootte in Afrika. Debre Berhan is een voormalige hoofdstad van Ethiopië en was, tezamen met Ankober en Angolalla een van de hoofdsteden van het koninkrijk Shewa.
Door de hoogte is Debre Berhan een van de koelste steden van subtropisch Ethiopië. De stad heeft een typisch subtropisch hooglandklimaat (of gematigd chinaklimaat, Köppen Cwb). De gemiddelde dagelijkse maximumtemperatuur is 20,7 °C overdag terwijl de gemiddelde minimumtemperatuur ('s nachts/'s ochtends) 8,2 °C bedraagt. De gemiddelde jaarlijkse neerslag is 964 mm.